# NGC 4964
NGC 4964 (również PGC 45278 lub UGC 8184) – galaktyka spiralna (Sa), znajdująca się w gwiazdozbiorze Wielkiej Niedźwiedzicy. Odkrył ją William Herschel 14 kwietnia 1789 roku. Jest to galaktyka aktywna.